# هانيويل الفضائية
هانيويل الفضائية هي أكبر شركة لتصنيع محركات الطائرات وإلكترونيات الطيران، وكذلك وحدات الطاقة المساعدة وغيرها من منتجات الطيران. تأسست في 1936. يقع مقرها الرئيسي في فينيكس، في أريزونا، الولايات المتحدة. وهي أحد الأقسام التابعة لتكتل هانيويل الدولية. وهي تحقق إيرادات سنوية تقارب من 10 مليارات دولار أمريكي.

## وصلات خارجية
- الموقع الرسمي